# Convertidor Buck

Fig 1: Esquema bàsic d'un convertidor Buck. L'interruptor sol ser un MOSFET, IGBT o BJT.

El  convertidor Buck  (o reductor) és un convertidor de potència que obté a la seva sortida un voltatge continu menor que a la seva entrada. El disseny és similar a un convertidor elevador o Boost, també és una font commutada amb dos dispositius semiconductors (transistor  S  i díode  D ), un inductor  L  i opcionalment un condensador  C  a la sortida.
La forma més simple de reduir una tensió contínua (DC) des d'un circuit divisor de tensió, però els divisors gasten molta energia en forma de calor. D'altra banda, un convertidor Buck pot tenir una alta eficiència (superior al 95% amb circuits integrats) i autoregulació.

## Modificacions
Un convertidor Buck síncron és una versió modificada de la topologia bàsica en què el díode D és reemplaçat per un segon interruptor S2.
El convertidor Buck multifase és una topologia de circuit on l'estructura bàsica del convertidor Buck es repeteix diverses vegades en paral·lel entre l'entrada i la càrrega. Es repeteix una vegada per cada fase.